# Meccanica hamiltoniana

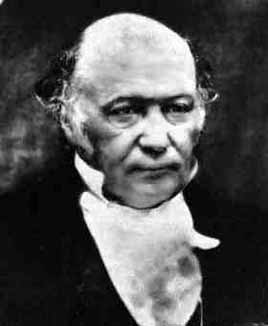
William Rowan Hamilton

La meccanica hamiltoniana, nella fisica e nella matematica e, in particolare, nella meccanica razionale e nell'analisi dei sistemi dinamici, è una riformulazione della meccanica classica introdotta nel 1833 da William Rowan Hamilton a partire dalla meccanica lagrangiana, descritta inizialmente da Joseph-Louis Lagrange nel 1788.

## Descrizione
Hamilton ha introdotto un formalismo che sta alla base della meccanica statistica e della meccanica quantistica, consentendo di formulare in maniera agevole la compatibilità tra probabilità e dinamica. Un altro esempio di una teoria fisica fondata sulla meccanica hamiltoniana è la teoria delle perturbazioni.
Essa, operando una differente scelta di coordinate per generare lo spazio delle fasi, riscrive le equazioni del moto di Eulero-Lagrange, che erano alla base della descrizione di Lagrange, nella forma di equazioni di Hamilton e fa corrispondere all'energia totale del sistema una funzione scalare detta Hamiltoniana.

## Derivazione da un sistema dinamico
La dinamica di un sistema fisico è caratterizzata dal fatto che il moto di un corpo tende a rendere stazionaria, cioè a variazione nulla, una quantità astratta detta azione, un funzionale definito come l'integrale nel tempo della Lagrangiana. Solitamente questo equivale a minimizzare l'energia del sistema dinamico considerato, che è la somma dell'energia potenziale più l'energia cinetica.
In meccanica lagrangiana, le coordinate del sistema dinamico nello spazio degli stati, usate per identificare un punto materiale in moto, sono le sue coordinate generalizzate {\displaystyle \mathbf {q} =(q_{1},\dots ,q_{n})\in \mathbb {R} ^{n}} e le corrispondenti velocità generalizzate {\displaystyle \mathbf {\dot {q}} =({\dot {q}}_{1},\dots ,{\dot {q}}_{n})}, dove il punto denota la derivata totale temporale. 
Pertanto il sistema dinamico costituito dal punto in moto viene descritto dalla sola funzione scalare (detta "lagrangiana"):
{\displaystyle \mathbf {\mathcal {L}} =\mathbf {f} (\mathbf {q} ,\mathbf {\dot {q}} ,t)}
mediante le equazioni di Lagrange, anziché dalle componenti forze e dai momenti meccanici.
In coordinate cartesiane, se il moto è senza vincoli tale scrittura coincide con l'equazione di Newton:
{\displaystyle \mathbf {F} =m\mathbf {\ddot {x}} }
L'equazione del moto si possono esprimere come equazioni variazionali di Eulero:
{\displaystyle {\frac {\mathrm {d} }{\mathrm {d} t}}\left({\frac {\partial {\mathcal {L}}}{\partial {\dot {\mathbf {q} }}}}\right)-{\frac {\partial {\mathcal {L}}}{\partial \mathbf {q} }}=0}
dove {\displaystyle {\mathcal {L}}=T-U} è la lagrangiana di Newton, che è la differenza tra energia cinetica {\displaystyle T} e energia potenziale {\displaystyle U} del sistema.

## Momenti coniugati
Hamilton propose di riesprimere l'equazione variazionale di Eulero, che è del secondo ordine, in due equazioni del primo ordine definendo i momenti lineari coniugati {\displaystyle \mathbf {p} } alle coordinate.
Il momento coniugato alla coordinata {\displaystyle q_{i}} del sistema è la derivata parziale della lagrangiana rispetto alla componente della velocità corrispondente a quella coordinata:
{\displaystyle p_{j}={\frac {\partial {\mathcal {L}}}{\partial {\dot {q}}_{j}}}}
ovvero:
{\displaystyle \mathbf {p} ={\frac {\partial {\mathcal {L}}}{\partial {\dot {\mathbf {q} }}}}}
Lo spazio descritto da coordinate e momenti {\displaystyle (\mathbf {q} ,\mathbf {p} )} è chiamato spazio delle fasi. 
In coordinate cartesiane i momenti coniugati coincidono
con le componenti della quantità di moto:
{\displaystyle \mathbf {p} =m\mathbf {\dot {x}} };
la definizione di momento coniugato è però valida in qualunque sistema di coordinate, anche curvilinee, e il
significato fisico dei momenti coniugati dipende dalle coordinate scelte. Ad esempio, in coordinate polari nel piano il momento coniugato alla coordinata angolare coincide con la componente del momento angolare perpendicolare al piano stesso.

## Hamiltoniana ed equazioni di Hamilton
La trasformazione di Legendre della Lagrangiana, nelle coordinate canoniche {\displaystyle (\mathbf {q} ,\mathbf {p} )}, è l'Hamiltoniana:
{\displaystyle {\mathcal {H}}(\mathbf {q} ,\mathbf {p} ,t)=\mathbf {p} \cdot {\dot {\mathbf {q} }}-{\mathcal {L}}(\mathbf {q} ,{\dot {\mathbf {q} }},t)}
con {\displaystyle {\dot {\mathbf {q} }}={\dot {\mathbf {q} }}(\mathbf {q} ,\mathbf {p} ,t)}. Nel caso particolarmente importante di sistema dinamico con vincoli indipendenti dal tempo (ed energie potenziali ordinarie), l'Hamiltoniana coincide con l'energia totale del sistema, ed è pertanto la somma tra l'energia cinetica e potenziale:
{\displaystyle {\mathcal {H}}=T+U}
con l'energia cinetica espressa in generale da:
{\displaystyle T={\frac {\mathbf {p} ^{2}}{2m}}}
Analizzare l'evoluzione temporale del sistema a partire da {\displaystyle {\mathcal {H}}} coinvolge le equazioni di Hamilton:
{\displaystyle {\dot {\mathbf {p} }}=-{\frac {\partial {\mathcal {H}}}{\partial \mathbf {q} }}\qquad {\dot {\mathbf {q} }}={\frac {\partial {\mathcal {H}}}{\partial \mathbf {p} }}}
una riscrittura delle equazioni di Eulero-Lagrange. A partire da esse vengono quindi scritte le equazioni del moto nel modello hamiltoniano. Le equazioni di Hamilton sono simmetriche rispetto a {\displaystyle \mathbf {p} } e {\displaystyle \mathbf {q} }, cioè scambiare {\displaystyle \pm \mathbf {q} } con {\displaystyle \mp \mathbf {p} } le lascia invariate. Più in generale, vengono dette coordinate canoniche tutte le variabili generalizzate le cui trasformazioni, dette trasformazioni canoniche, lasciano inalterata la forma delle equazioni di Hamilton. Esse sono alla base della descrizione di molti fenomeni naturali.
In meccanica quantistica la funzione hamiltoniana, chiamata operatore hamiltoniano, è particolarmente importante e ad essa si fa corrispondere l'energia osservabile, ad esempio l'energia di particelle subatomiche o sistemi di particelle.

## Sistema dinamico hamiltoniano
La meccanica hamiltoniana, interessandosi di oggetti in moto, rientra nell'ambito dell'analisi dei sistemi dinamici, con la quale condivide il formalismo matematico. Le equazioni di Hamilton hanno del resto la forma caratteristica di un sistema dinamico continuo:
{\displaystyle \mathbf {\dot {x}} =\mathbf {v} (\mathbf {x} )\qquad \mathbf {x} =(\mathbf {q} ,\mathbf {p} )\in \mathbb {R} ^{2n}}
con {\displaystyle \mathbf {v} } un campo vettoriale nello spazio delle fasi, anche nel caso in cui le coordinate {\displaystyle \mathbf {q} } non sono ortogonali ma sono ad esempio polari o cilindriche. Al campo {\displaystyle \mathbf {v} } è associata l'Hamiltoniana {\displaystyle {\mathcal {H}}}, ovvero:
{\displaystyle \mathbf {v} (\mathbf {x} )=E\,\nabla {\mathcal {H}}(\mathbf {x} )}
dove:
{\displaystyle E={\begin{bmatrix}0_{n}&I_{n}\\-I_{n}&0_{n}\end{bmatrix}}}
è la matrice simplettica standard e {\displaystyle \nabla } è il gradiente:
{\displaystyle \nabla {\mathcal {H}}(\mathbf {x} )=\left({\frac {\partial {\mathcal {H}}}{\partial x_{1}}}\cdots {\frac {\partial {\mathcal {H}}}{\partial x_{2n}}}\right)\equiv \left({\frac {\partial {\mathcal {H}}}{\partial q_{1}}}\cdots {\frac {\partial {\mathcal {H}}}{\partial p_{n}}}\right)}
Il campo {\displaystyle \mathbf {v} } così definito è il campo vettoriale hamiltoniano, ed è solenoidale ({\displaystyle \nabla \cdot \mathbf {v} =0}). L'importanza della scelta delle coordinate hamiltoniane {\displaystyle (\mathbf {q} ,\mathbf {p} )}, al posto di quelle lagrangiane {\displaystyle (\mathbf {q} ,\mathbf {\dot {q}} )}, è legata al fatto che - per come sono definite - le coordinate canoniche si comportano, in un certo senso, come coordinate cartesiane ortogonali. Difatti, per una arbitraria scelta delle {\displaystyle \mathbf {q} } (ad esempio, polari o cilindriche), utilizzando i momenti lineari coniugati {\displaystyle \mathbf {p} =\partial {\mathcal {L}}/\partial \mathbf {\dot {q}} } il sistema dinamico ha ancora la forma {\displaystyle \mathbf {\dot {x}} =E\,\nabla {\mathcal {H}}(\mathbf {x} )}. Ciò consente alle equazioni di Hamilton di avere una struttura particolarmente simmetrica.

## Costanti del moto
Un integrale primo del moto per un sistema dinamico con Hamiltoniana {\displaystyle {\mathcal {H}}} è una quantità {\displaystyle f(\mathbf {q} ,\mathbf {p} ,t)} definita sullo spazio delle fasi il cui valore rimane costante:
{\displaystyle {\dot {f}}=0}
lungo le soluzioni dell'equazione del moto {\displaystyle {\dot {\mathbf {x} }}=\mathbf {v} (\mathbf {x} )} del sistema. Si ricava con brevi manipolazioni matematiche che la derivata totale ha la particolare forma:
{\displaystyle {\dot {f}}={\partial f \over \partial t}+\mathbf {v} \cdot \nabla f}
dove:
{\displaystyle \mathbf {v} (\mathbf {x} )=E\,\nabla {\mathcal {H}}(\mathbf {x} )}
è il campo vettoriale hamiltoniano definito sopra.
Utilizzando la parentesi di Poisson di {\displaystyle f} con l'Hamiltoniana la precedente si può scrivere in modo esplicito come:
{\displaystyle {\partial f \over \partial t}+\{f,{\mathcal {H}}\}=0}
ovvero:
{\displaystyle {\partial f \over \partial t}+\sum _{i=1}^{n}\left[{\partial f \over \partial q_{i}}{\partial {\mathcal {H}} \over \partial p_{i}}-{\partial f \over \partial p_{i}}{\partial {\mathcal {H}} \over \partial q_{i}}\right]=0}
Nello specifico, se {\displaystyle f} non dipende dal tempo allora {\displaystyle \{f,{\mathcal {H}}\}=0} se e solo se {\displaystyle f} è un integrale primo del moto.

## Derivazione delle equazioni di Hamilton
Le equazioni di Hamilton si possono ricavare considerando l'1-forma differenziale associata alla Lagrangiana:
{\displaystyle \mathrm {d} {\mathcal {L}}=\sum _{i}\left({\frac {\partial {\mathcal {L}}}{\partial q_{i}}}\mathrm {d} q_{i}+{\frac {\partial {\mathcal {L}}}{\partial {{\dot {q}}_{i}}}}\mathrm {d} {{\dot {q}}_{i}}\right)+{\frac {\partial {\mathcal {L}}}{\partial t}}\mathrm {d} t}
Sostituendo {\displaystyle p_{i}=\partial {\mathcal {L}}/\partial {\dot {q}}_{i}}:
{\displaystyle \mathrm {d} {\mathcal {L}}=\sum _{i}\left({\frac {\partial {\mathcal {L}}}{\partial q_{i}}}\mathrm {d} q_{i}+p_{i}\mathrm {d} {{\dot {q}}_{i}}\right)+{\frac {\partial {\mathcal {L}}}{\partial t}}\mathrm {d} t}
che, sfruttando la relazione {\displaystyle \mathrm {d} \left(p_{i}{{\dot {q}}_{i}}\right)={{\dot {q}}_{i}}\mathrm {d} p_{i}+p_{i}\mathrm {d} {{\dot {q}}_{i}}}, si può riscrivere come:
{\displaystyle \mathrm {d} {\mathcal {L}}=\sum _{i}\left({\frac {\partial {\mathcal {L}}}{\partial q_{i}}}\mathrm {d} q_{i}+\mathrm {d} \left(p_{i}{{\dot {q}}_{i}}\right)-{{\dot {q}}_{i}}\mathrm {d} p_{i}\right)+{\frac {\partial {\mathcal {L}}}{\partial t}}\mathrm {d} t}
Riorganizzando i termini:
{\displaystyle \mathrm {d} \left(\sum _{i}p_{i}{{\dot {q}}_{i}}-{\mathcal {L}}\right)=\sum _{i}\left(-{\frac {\partial {\mathcal {L}}}{\partial q_{i}}}\mathrm {d} q_{i}+{{\dot {q}}_{i}}\mathrm {d} p_{i}\right)-{\frac {\partial {\mathcal {L}}}{\partial t}}\mathrm {d} t}
Il membro di sinistra è l'Hamiltoniana, quindi si ha:
{\displaystyle \mathrm {d} {\mathcal {H}}=\sum _{i}\left(-{\frac {\partial {\mathcal {L}}}{\partial q_{i}}}\mathrm {d} q_{i}+{{\dot {q}}_{i}}\mathrm {d} p_{i}\right)-{\frac {\partial {\mathcal {L}}}{\partial t}}\mathrm {d} t}
Scrivendo allora, come fatto per {\displaystyle {\mathcal {L}}}, l'1-forma differenziale associata ad {\displaystyle {\mathcal {H}}} direttamente rispetto al tempo:
{\displaystyle \mathrm {d} {\mathcal {H}}=\sum _{i}\left({\frac {\partial {\mathcal {H}}}{\partial q_{i}}}\mathrm {d} q_{i}+{\frac {\partial {\mathcal {H}}}{\partial p_{i}}}\mathrm {d} p_{i}\right)+{\frac {\partial {\mathcal {H}}}{\partial t}}\mathrm {d} t}
Dal momento che le ultime due relazioni devono essere uguali si ha, uguagliando i termini:
{\displaystyle {\frac {\partial {\mathcal {H}}}{\partial q_{i}}}=-{\frac {\partial {\mathcal {L}}}{\partial q_{i}}}\qquad {\frac {\partial {\mathcal {H}}}{\partial p_{i}}}={\dot {q}}_{i}\qquad {\frac {\partial {\mathcal {H}}}{\partial t}}=-{\partial {\mathcal {L}} \over \partial t}}
dove la seconda relazione è una delle due equazioni di Hamilton; l'altra equazione di Hamilton si ricava dalla prima relazione sfruttando le equazioni di Eulero-Lagrange:
{\displaystyle {\frac {\mathrm {d} }{\mathrm {d} t}}{\frac {\partial {\mathcal {L}}}{\partial {{\dot {q}}_{i}}}}-{\frac {\partial {\mathcal {L}}}{\partial q_{i}}}=0}
in modo che diventi:
{\displaystyle {\frac {\partial {\mathcal {H}}}{\partial q_{i}}}=-{\frac {\partial {\mathcal {L}}}{\partial q_{i}}}=-{\frac {\mathrm {d} }{\mathrm {d} t}}{\frac {\partial {\mathcal {L}}}{\partial {{\dot {q}}_{i}}}}=-{\frac {\mathrm {d} }{\mathrm {d} t}}p_{i}}
e quindi la seconda equazione di Hamilton è:
{\displaystyle {\frac {\partial {\mathcal {H}}}{\partial q_{i}}}=-{\dot {p}}_{i}}